# Elena Fokina
Elena Fokina (russisch Елена Фокина; * 3. Mai 1977 in Moskau) ist eine russische Balletttänzerin, Choreografin und Tanzpädagogin.

## Leben
Elena Fokina erhielt ihre Ausbildung als Tänzerin an der Staatlichen Universität für Kunst und Kultur Moskau und der Russischen Akademie für Theaterkunst in Moskau. 
Von 1997 bis 2001 war sie Mitglied des Russischen Kammerballetts Moskau. 2001 engagierte sie Wim Vandekeybus nach einem Vortanzen für sein Ballett „Blush“. Damit begann eine langjährige Zusammenarbeit mit Vandekeybus und dessen Kompanie Ultima Vez und eine Reihe gemeinsamer Ballettproduktionen. 2004 entstand der Tanzfilm Blush (2004), der u. a. mit dem Directors Guild of America Award ausgezeichnet wurde und 2007 Here After, 2008 ausgezeichnet mit dem Montréal International Festival of Films on Art Award. Von 2009 bis 2013 arbeitete sie u. a. mit dem Choreografen German Jauregui. Seit 2015 ist sie Tänzerin und Tanzpädagogin am Royal Swedish Ballet in Stockholm. Dort tanzte sie in Produktionen von Mats Ek, Sasha Waltz, Olivier Dubois und Sharon Eyal.
2016 schuf der Belgier Damien Jalet die Choreografie für Luca Guadagninos Film Suspiria, in dem Elena Fokina die Rolle der Tänzerin Olga spielt und tanzt. 
Elena Fokina lebt zurzeit in Stockholm.